# Jessica Lima
Jessica Lima (16 de octubre de 1997) es una deportista brasileña que compite en judo. Ganó una medalla de oro en el Campeonato Panamericano de Judo de 2022, en la categoría de –57 kg.

## Palmarés internacional
| Campeonato Panamericano | Campeonato Panamericano | Campeonato Panamericano | Campeonato Panamericano |
| Año                     | Lugar                   | Medalla                 | Categoría               |
| ----------------------- | ----------------------- | ----------------------- | ----------------------- |
| 2022                    | Lima (Perú)             | Medalla de oro          | –57 kg                  |